# Hundejahre

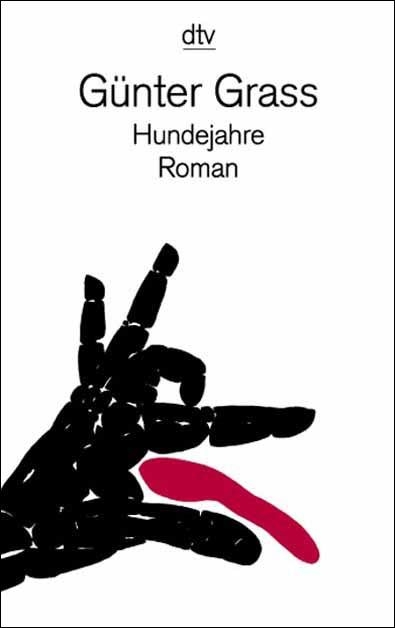
Günter Grass: Hundejahre

Hundejahre ist ein Roman von Günter Grass, der 1963 erschien. Es handelt sich um den dritten Band der „Danziger Trilogie“, die außerdem die Romane Die Blechtrommel (1960) und Katz und Maus (1961) umfasst. Grass’ Thema in diesem Werk ist die Zeitgeschichte des 20. Jahrhunderts, die er mit burlesken Zügen erzählt. So wird der Fokus beispielsweise nicht auf Hitler, sondern auf Hitlers Hund gerichtet. Mit der Aufzählung des Hundestammbaums persifliert Grass die NS-Rassenpolitik. Facettenreich schildert Grass Wandlungen der Protagonisten – analog zu der sich wandelnden historischen Situation, vom Ersten Weltkrieg über die Zeit des Nationalsozialismus bis in die Nachkriegszeit mit dem beginnenden Wirtschaftswunder.

## Einführung
Im Mittelpunkt steht die Entwicklung der beiden Hauptfiguren Eduard Amsel und Walter Matern auf Grund der politischen Verhältnisse in Deutschland in der ersten Hälfte des 20. Jahrhunderts, insbesondere im Nationalsozialismus. Ihr Werdegang wird aus der Perspektive von drei verschiedenen Personen in drei Büchern erzählt. Den Rahmen bildet ein Auftrag des Unternehmers Brauxel, Brauksel oder Brauchsel, je nach Laune, dessen Identität mit einem der Protagonisten anfangs bereits angedeutet und zum Schluss enthüllt wird.
Schauplatz der beiden ersten Teile ist die Stadt Danzig, in der Günter Grass geboren wurde und aufgewachsen ist. Danzig wurde nach dem Ersten Weltkrieg durch den Versailler Vertrag eine „Freie Stadt“ unter der außenpolitischen Verwaltung Polens. Als die NSDAP in Danzig 1933 bei Wahlen eine Mehrheit erzielen konnte, wurde die Forderung erhoben, Danzig in das nationalsozialistische Deutsche Reich einzugliedern. Hitler nutzte die völkerrechtliche Problematik, um die Krise im deutsch-polnischen Verhältnis weiter anzufachen.
Aufbau und Stil des Romans sind vielschichtig. So gibt es zwei Erzählebenen: Einmal die Schilderung des Winters 1960/61, in dem die drei fiktiven Erzähler gleichzeitig an den drei Auftragswerken schreiben. Diese werden am 4. Februar „aufeinandergelegt“ und ergeben nun die Festschrift zum zehnjährigen Bestehen des Vogelscheuchen-Bergwerkes, das dem ersten Erzähler Brauxel gehört.
Die zweite Ebene bilden die Berichte der Erzähler, in denen sie je einen ihnen zugeordneten Teil der Geschichte von Amsel und Matern wiedergeben. Grass setzt drei verschiedene Erzähler mit unterschiedlichen Eigenschaften als Opfer (Amsel), Zeuge (Liebenau) und Täter (Matern) ein, die verschiedene Sichten der deutschen Vergangenheit vertreten. Doch auch diese zugewiesenen Rollen weisen Brüche auf und sind nicht eindeutig. Er verwendet unterschiedliche Sprachstile, je nach fiktivem Erzähler.
Den ersten Teil schreibt mit Brauxel ein Künstler und gleichzeitig Bergwerksdirektor in der dritten Person. Die Abschnitte sind darauf bezogen in so genannte Frühschichten untergliedert. Grass setzt hier einen experimentellen Satzbau mit oft unvollständigen Sätzen ein:
„Aber einen dürren Stock kann man nicht gegen den Wind. Er will muss will aber schmeißen. Könnte Senta, mal hier mal weg, heranpfeifen, pfeift aber nicht, knirscht nur – das macht den Wind stumpf – und will schmeißen. Könnte Amsels Blick mit Häh! und Häh! von der Deichsole auf sich ziehen, hat aber den Mund voller Knirschen und nicht voller Häh! und Häh!“(Werkausgabe, Band III, S. 149).
Die Übergänge zwischen den zwei Erzählebenen sind fließend und auf den ersten Blick oft nicht zu erkennen:
„... Brauchsel ... lässt auf seine Schreibtischplatte, die zum anschaulichen Weichseldelta wurde, einen Rest Radiergummi zwischen Streichholzdeichen als Fähren verkehren und stellt nun, da die Frühschicht eingefahren ist, da der Tag laut mit Sperlingen beginnt, den neunjährigen Walter Matern ... der untergehenden Sonne gegenüber auf die Nickelswaldener Deichkrone; er knirscht mit den Zähnen.“ (Werkausgabe S. 146).
Im ersten Abschnitt des Satzes beschreibt Grass, wie der Erzähler Brauchsel im Winter 1960 an seinem Schreibtisch sitzt, im zweiten Teil wird aus dem Jahre 1926 berichtet. In ähnlicher Form mit einem kurzen Blick auf die „Jetztzeit“ (Winter 1960/61) und dem plötzlichen Sprung in die erzählte Geschichte von Matern und Amsel, beginnen die meisten Kapitel des ersten Buches und auch einige Kapitel der beiden anderen Bücher.
Um Authentizität zu erzeugen, lässt Grass im ersten Teil Aussagen im Danziger Dialekt erscheinen.
Der Sprachstil im zweiten Buch unterscheidet sich durch die Erzählform wesentlich von dem im ersten, denn Harry Liebenau beschreibt in Liebesbriefen an seine Cousine Tulla ihre gemeinsame Kindheit und das Leben der beiden Hauptcharaktere. Gegen Ende dieses Teiles finden sich immer häufiger grotesk-ironische philosophische Monologe und Beschreibungen: „Das vom Fernsinn durchstimmte Nichts läuft. Das Nichts ist ein vom Fernsinn durchstimmtes Loch. Es ist zugegeben und kann befragt werden. Ein schwarzes laufendes vom Fernsinn durchstimmtes Loch offenbart das Nichts in seiner ursprünglichen Offenbarkeit.“ (Werkausgabe S. 456).
Das dritte Buch ist hingegen durchgehend im Präsens geschrieben. Der Erzähler Matern bezieht sich parallel dazu ganz auf die Gegenwart und möchte seine Vergangenheit begraben. „Den Auftrag (von Brauxel) angenommen hat er wohl wegen beständiger finanzieller Nöte. Seine abwehrende Haltung drückt sich gemäß seiner handelnden Rolle aggressiv aus ... “

## Inhalt

### Das erste Buch
Der erste Teil des Romans ist zwischen 1917 und 1927 angesiedelt. Fiktiver Erzähler ist Brauxel, wobei sich später herausstellt, dass Brauxel und Amsel dieselbe Person sind, die sich je nach Zeitabschnitt anders nennt. So beschreibt Brauxel seine eigene Kindheit in und bei Danzig.
Amsel wächst allein mit seiner Mutter auf, da sein jüdischer Vater als deutscher Soldat im Ersten Weltkrieg gefallen ist. Schon als Kind verarbeitet er alles, was er erlebt, indem er Personen, Märchen oder auch die Geschichte Preußens in Figuren darstellt. Es handelt sich dabei um Karikaturen, die er später erfolgreich als Vogelscheuchen an Bauern verkauft.
Der siebenjährige Matern erblickt eine dieser Vogelscheuchen und erkennt sich darin, wie er den gleichaltrigen Amsel verprügelt. Obwohl die beiden ein sehr ungleiches Paar bilden, begleiten Matern und sein Hund Senta Amsel von nun an überall hin. Mit acht Jahren schließen beide eine Blutsbrüderschaft, die Matern jedoch häufig verrät.
Mit zehn Jahren wechseln die beiden Jungen von der Dorfschule auf ein Danziger Gymnasium. Bei einer heimlichen Erkundung der Kanäle unter der Schule schlägt Matern Amsel mit einem Knüppel nieder, weil dieser versucht, einen Menschenschädel, den sie dort finden, für den Bau einer Vogelscheuche mitzunehmen. Auf den Rat seines alten Dorfschullehrers beendet Amsel kurz darauf die Herstellung von Vogelscheuchen. Beide wechseln auf ein Internat in Danzig. Während einer Klassenfahrt finden sie gemeinsam mit ihrem Klassenlehrer ein von Zigeunern ausgesetztes Baby. Studienrat Brunies adoptiert das Kind. Da Amsel und Matern viel Zeit bei ihrem Lehrer verbringen, wächst Jenny Brunies gemeinsam mit ihnen auf.

### Das zweite Buch
In diesem Teil berichtet Harry Liebenau in Form von Liebesbriefen an seine Cousine Tulla aus der Sicht eines stillen Beobachters wie Matern und Amsel von 1922 bis 1945, insbesondere unter und mit dem Naziregime, leben.
Grass lässt den Erzähler eher eine Nebenrolle als typischer Mitläufer unter den Nationalsozialisten spielen. Am Anfang geht es um Liebenaus Kindheit, die er vor allem mit seiner gleichaltrigen Cousine Tulla in einem Vorort von Danzig auf dem Tischlereihof seines Vaters verbringt. Nun nimmt der Roman eine fantastische Wendung. Als sein taubstummer Cousin Konrad ertrinkt, zieht Tulla in die Hundehütte des Hofhunds Harras, wo sie sieben Tage wohnt. 1935 wird im Namen der deutschen Bevölkerung der Stadt Danzig der Deutsche Schäferhund Prinz, ein Nachkomme von Materns Hündin Senta und dessen Welpen Harras, Hitler zum Geburtstag geschenkt. Dieses groteske Hundegeschenk bewirkt, dass Harrys Vater und viele Bekannte in die NSDAP eintreten. Harry erlangt durch diesen Coup viel Aufmerksamkeit in der Schule.
Nachdem Amsel und Matern ihr Abitur bestanden haben, beginnt Amsel, kurz nach dem Tod seiner Mutter, wieder mit dem Bau von Vogelscheuchen. Matern tritt auf Bitten seines Freundes in die SA ein, denn Amsel braucht Uniformen für seine Figuren. Doch Matern vergisst den eigentlichen Grund seines Beitritts und fühlt sich wohl in der SA. Obwohl er früher Kommunist war, beginnt er, an die NS-Ideologie zu glauben. So kommt es dazu, dass er im Winter 1937 zusammen mit acht SA-Kameraden Amsel in seinem Garten verprügelt, ihm alle Zähne ausschlägt und ihn zu einem Schneemann rollt. Als der Schnee taut, ist der dickliche Amsel in einen schlanken, gut aussehenden Mann verwandelt, der von nun an als Haseloff auftritt.
Zur gleichen Zeit zwingt Harrys Cousine Tulla das dicke Adoptivkind des Studienrats Brunies dazu, um das Gutenbergdenkmal zu tanzen. Jenny wird, nachdem sie mehrmals hingefallen ist, ebenfalls von Tulla und ihren Freunden als Schneemann verpackt und verwandelt sich in eine schlanke hübsche Prima Ballerina. Amsel verlässt Danzig fluchtartig und geht nach Berlin, wo er ein Ballet gründet, das später hauptsächlich als Fronttheater vor Soldaten auftritt. Als Studienrat Brunies von den Nationalsozialisten verhaftet wird, nimmt Amsel dessen Adoptivtochter Jenny in das Kriegsballett auf.
Vorher jedoch wird Matern aus der SA verwiesen und verliert seine Arbeit am Theater, schließlich meldet er sich freiwillig zur Wehrmacht. Als er sich während des Überfalls auf Polen in Danzig aufhält, vergiftet er den Tischlereihofhund Harras.
Als Hitler Danzig besucht, wird Harrys Vater eingeladen, ihn zu treffen, weil der geschenkte Hund inzwischen zum Lieblingshund des „Führers“ geworden ist. Harry ist außer sich vor Freude, weil er seinen Vater begleiten darf. Als Hitler nicht erscheint, ist die Enttäuschung nicht besonders groß, weil es sich aus seiner Sicht auch so um ein großes Erlebnis handelte.
Tulla hat im Alter von 16 Jahren Affären mit Frontsoldaten im Heimaturlaub und wird deshalb von der Schule verwiesen. Harry verlässt ebenfalls die Schule, um Luftwaffenhelfer zu werden. In seiner Einheit Batterie Kaisershafen verbringt er die meiste Zeit damit, in den Unterkünften Ratten zu jagen. Die Ursache für den Gestank in der Gegend sind jedoch nicht die Ratten, sondern ein Berg menschlicher Knochen hinter dem Zaun einer Fabrik. Um eine Wette zu gewinnen, besorgt Tulla einen Menschenschädel und präsentiert ihn Harry und u. a. Matern, Harrys Ausbilder. Matern schlägt ihr ins Gesicht.
Als Harry kurz darauf auf Heimaturlaub kommt, verliert Tulla das von ihr ersehnte Kind durch eine Fehlgeburt. Daraufhin nimmt sie ihre erste Arbeitsstelle als Straßenbahnschaffnerin an.
Matern muss trotz seiner Kriegsverletzung an die Ostfront, weil er den „Führer“ beleidigt hat, und wird später bei der Beseitigung von Minen eingesetzt. Gegen Ende des Krieges wird ausgerechnet er als ehemaliges SA-Mitglied in ein englisches Kriegsgefangenenlager für Antifaschisten eingewiesen. Als Jenny bei einem Bombenangriff auf Berlin verschüttet wird und daraufhin das Tanzen aufgeben muss, bricht sie den Kontakt zu Harry ab. Auch Harry wird mehrmals verlegt und nimmt schließlich am „Endkampf“ um Berlin teil.

### Das dritte Buch
Der dritte Teil ist in so genannte ‚Materniaden‘ (verballhornt Jeremiade, Köpenickiade) untergliedert. Chronist ist Matern, der über sich selbst voller Distanz als ‚Matern‘, zuweilen jedoch auch in der Ich-Form berichtet, seine Vergangenheit verdrängt, umdeutet aber auch teilweise eingesteht, sich als Gegner der Nationalsozialisten aber auch als Opportunist darstellt.
1946 wird er – mit inzwischen 29 Jahren – aus der Kriegsgefangenschaft entlassen und trifft Hitlers Hund Prinz. Matern kann ihn nicht abschütteln, gibt ihm den Namen Pluto und zieht mit ihm durch das zerstörte Deutschland. Er verdrängt seine eigene Schuld und rächt sich an früheren Nazis aus seiner Bekanntschaft, indem er ihre Frauen oder Töchter schwängert und mit Geschlechtskrankheiten ansteckt. Seine Suche nach Amsel, der inzwischen unter dem Namen Goldmäulchen auf dem Schwarzmarkt aktiv ist, bleibt vergebens. Ab 1949 arbeitet er in Westdeutschland als Hausmeister in der Mühle seines Vaters, der den künftigen Wirtschaftsbossen die Zukunft vorhersagt.
1953 zieht er zu Bekannten nach Düsseldorf. Etwa gleichzeitig bringt die Firma Brauxel & Co so genannte Wunderbrillen auf den Markt, mit denen nur 7- bis 21-jährige Kinder und Jugendliche, die im Nationalsozialismus keinerlei Schuld auf sich geladen haben können, die Vergangenheit ihrer Mitmenschen sehen.
Matern bekommt eine Stelle beim Rundfunk als Sprecher in Hörspielen für Kinder. Er setzt sich kritisch mit Verstrickungen von Künstlern und Intellektuellen und deren Wendung zur sozialen Marktwirtschaft auseinander. Nur seine eigene Rolle nimmt er davon aus. Die Kinder entlarven ihn als Schuldigen im Radio. Seine Vergangenheit wird Diskussionsgegenstand einer öffentlichen Rundfunkdiskussion. Matern flieht nach Berlin und will in die DDR übersiedeln. Vorher gibt er den inzwischen sehr alten Hund Pluto bei der Bahnhofsmission ab. Doch Pluto verfolgt ihn und rennt zusammen mit mehreren Vogelscheuchen hinter dem Zug her, wobei er sich wunderbarerweise verjüngt. Schließlich begrüßt er Matern zusammen mit Goldmäulchen im Bahnhof Berlin Zoo. Die drei gehen auf Kneipentour, und anschließend zündet Amsel die Kneipe an, in der Matern ihm seine Geschichte erzählt hat.
Am Ende des Romans fliegen die beiden mit dem Hund nach Hannover und besichtigen Brauxels Bergwerk, in dem Vogelscheuchen industriell gefertigt und in alle Welt verkauft werden. Hier erst stellt sich endgültig heraus, dass Brauxel und Amsel dieselbe Person sind.

## Charakterisierung der Hauptpersonen

### Charakterisierung Amsels
Grass komponiert den Roman so, dass Eduard Amsel den Leser in der Rolle von Brauxel durch sein eigenes und Materns Leben leitet. Schon als Kind durchschaut Amsel seine Mitmenschen und drückt dies durch die Herstellung von Vogelscheuchen aus. Er erzielt damit nicht nur eine heilende Wirkung auf Matern, der sich vom Raufbold in einen, wenn auch unzuverlässigen, Beschützer Amsels verwandelt, sondern auch negative Wirkungen auf andere Menschen. So muss Amsel eine Vogelscheuche zerstören, die Materns kochlöffelschwingende Großmutter darstellt, weil die Magd bei ihrem Anblick den Verstand verliert und „windig und aufgelöst“ (Seite 65) durch die Gegend irrt. Ähnliche Auswirkungen hat diese Figur auch auf Tiere, besonders auf Vögel, zu denen Amsel als Namensträger eine ganz besondere Beziehung hat: So flüchten bei Amsels Taufe fünfhundert Vögel vor der Taufgesellschaft (Werkausgabe S. 173), was zeigen soll, dass ihm die Fähigkeit, Vögel zu vertreiben bzw. in Aufruhr zu versetzen, schon angeboren ist. Damit, so Grass, trägt er seine künstlerischen Eigenschaften, denen er mit dem Bau von Vogelscheuchen – also dem Vertreiben von Vögeln – Ausdruck gibt, von Anfang an in sich.
„Der schwarze Singvogel Amsel ist ... Frühlingsbote“ und bringt damit die Hoffnung, dass der Winter vorbei ist. Diese Hoffnung auf einen Neuanfang nach Nationalsozialismus und Krieg gibt die Person Amsel seinem Jugendfreund Matern, indem er seine eigene Schuld am Ende des Buches zunächst „verbrennt“ – durch das Anzünden der Kneipe – und später im Bergwerk „versenkt“.
Amsel übersteht die NS-Zeit trotz seines Status als sogenannter „Halbjude“ nur, weil er ein Fronttheater zur Unterhaltung von Soldaten leitete, also das Regime unterstützt. Diese Zwiespältigkeit zwischen Opfer- und Täterseite unterstreicht Grass durch die Schilderung von Amsels Beziehung zu den Vögeln: Einerseits ist er als Künstler selber frei wie ein Vogel und überschreitet Grenzen, andererseits erzeugen seine Vogelscheuchen, nach dem „Bild des Menschen“ „zwecklos“ gebaut, Panik unter den Vögeln (Werkausgabe S. 178). Bei dem Versuch, seine Erlebnisse durch den Bau von Vogelscheuchen zu verarbeiten, schadet er sich selbst, indem der seinen Freund Matern zum Eintritt in die SA überredet, um an SA-Uniformen für seine Vogelscheuchen zu gelangen. Matern und seine neuen Kameraden überfallen ihn, weil sie seine Motive nicht akzeptieren, sondern sich mit der nationalsozialistischen Idee identifizieren und ihn als „Halbjuden“ betrachten.
Seine wechselnden Namen zeigen eine andere Eigenschaft des Eduard Amsel, seine enorme Anpassungsfähigkeit an die jeweiligen politischen Verhältnisse. Amsel – Haseloff – Goldmäulchen – Brauxel – jeder steht für einen Lebensabschnitt. So ist Amsel das Kind und der junge Erwachsene, der sehr frei lebt und experimentiert. Das Symboltier Hase im Namen Haseloff steht hingegen für die Furcht und das Wegducken, um in der nationalsozialistischen Gesellschaft zu überleben. Als „Goldmäulchen“ schafft es Amsel, die Gegebenheiten des Schwarzmarktes auszunutzen und setzt die Geschäftstüchtigkeit seiner Eltern fort. Brauxel hingegen wird durch seine Erkenntnisbrillen und die Gespräche mit Matern als Aufklärer gegen das Vergessen charakterisiert. Gleichzeitig ist er ein erfolgreicher Vermarkter von Vogelscheuchen. Die schillernde, nicht zu fassende Person mit wechselnden Identitäten unter verschiedenen Namen ist zwar Opfer, jedoch auch Opportunist und Täter zugleich.

### Charakterisierung Materns
Matern, den Täter, zeichnet Grass als eine gewaltbereite Figur, die ihr Fähnchen nach dem Wind hängt. So lässt er ihn sagen: „Schaut mich an: glatzköpfig auch innen. Ein leerer Schrank voller Uniformen jeder Gesinnung. Ich war rot, trug Braun, ging in Schwarz, verfärbte mich: rot. Spuckt mich an: (...)“ (Werkausgabe S. 662). Schon als Kind wechselt er die Fronten, indem er sich von der Gruppe Raufbolde trennt und von nun an Amsel beschützt. Er ist zunächst begeisterter Kommunist (rot) und klebt noch 1936 Flugblätter, doch schon ein Jahr später tritt er in die SA (braun) ein. Nach dem Krieg unterstützt er mit seinem Vater die Wirtschaftsbosse (schwarz) und möchte am Ende des Buches in die DDR übersiedeln (rot).
Seine Schuld versucht er zu verdrängen, indem er wie im Theater immer wieder verschiedene Rollen spielt, die er später nicht mehr wahrhaben will, und sich an denjenigen rächt, deren Kamerad er eben noch gewesen ist. Zwar lässt Grass Amsel den Versuch unternehmen, Matern zu manipulieren und für seine Zwecke in die SA zu schicken. Dieser wird jedoch schnell zum Nationalsozialisten und initiiert den mörderischen SA-Angriff auf Amsel. Schon in der ersten Szene des Buches deutet Grass das Thema Verrat an. Er lässt Matern als Kind ein Taschenmesser, das Amsel ihm geschenkt hat, in die Weichsel werfen. Es war das Taschenmesser, mit dem die beiden Jungen Blutsbrüderschaft geschlossen hatten. Am Ende des Buches birgt es die vereinigte Person Amsel – Brauxel unter großem Aufwand aus der Weichsel und schenkt es nochmals Matern, der es abermals in einen Fluss, die Spree, wirft, also zum zweiten Mal Verrat an der Freundschaft begeht. Laut Sabine Moser symbolisiert das Taschenmesser die Schuld Materns gegenüber Amsel, die all die Jahre in der Weichsel überdauert und immer noch vorhanden ist sowie den Versuch Materns, diese zu überwinden. Andere Interpreten, insbesondere Volker Neuhaus, sehen ein solches Schuldeingeständnis und eine beginnende Wandlung Materns nicht.
Materns Leben wird auf groteske Weise vom Deutschen Schäferhund geprägt: Seine kindliche Begeisterung für Hitler wird geweckt, als sein Vater dem Führer einen Hund schenkt.

### Beziehung zwischen Matern und Amsel
Die Beziehung zwischen den Hauptpersonen charakterisiert Grass als ambivalent. Er zeichnet eine Entwicklung nach, die von Brüchen und Abhängigkeiten aber auch von Freundschaft, Hass, Gewalt und beginnender Versöhnung gekennzeichnet ist. Zunächst spricht Grass von Freundschaft: So muss sich ihre Freundschaft wie „Freundschaften, die während oder nach Prügeleien geschlossen wurden, ( ... ) noch oft und atemberaubend bewähren“ (Seite 46).
Grass führt, zur Charakterisierung des jungen Amsel und seines Freundes Matern, Amsels alt gewordenes Alter Ego Brauxel ein, eine Konstruktion, die er dem Leser am Schluss des Romans enthüllt.
Amsel ist begabt, hat aber als so genannter Halbjude einen schweren Stand in der Gesellschaft und ist als Kind Prügelknabe der Dorfjugend. Nachdem Matern sich Amsel angeschlossen hat, scheint er den Freund zu bewundern und ist sein „Paslack“, also der, der ihm die Sachen hinterher trägt. Einzig und allein im Sport ist Matern überlegen. „Dieses Unterlegenheitsgefühl (von Matern) schlägt im Verlaufe der Handlung, parallel zur Ausbreitung des Nationalsozialismus, in Hass um“, der sich durch zwei wichtige Erlebnisse ankündigt: Als Amsel zum ersten Mal eine Vogelscheuche an den Bauern Lau verkaufen will, sitzt Matern auf „dem Dünenkamm und hatte, dem Geräusch nach, das er mit seinen Zähnen verursachte, Einwände gegen einen Handel, den er später ‚Geschachere’ nannte“ (Seite 53). Diese „unterschwellige Aggressiv(ität), die sich durch das Zähneknirschen bemerkbar macht, kommt laut Sabine Moser“ daher, dass es Materns Ansicht nach für Amsel erniedrigend ist, seine Kunst zu verkaufen.
Die zweite Begebenheit ereignet sich einige Jahre später, als Matern Amsel bei der Erkundung des Kanalsystems mit einem Knüppel niederschlägt, mit dem er zuvor die Ratten der Kanalisation erschlagen hat. Gleichzeitig beschimpft er ihn als „Itzig“ (Seite 102). Dahinter verbirgt sich die Herabwürdigung von Juden als „Ratten“ im nationalsozialistischen Jargon. Durch das Aufheben eines Menschenschädels zeigt Amsel für Matern, dass er „keinen Respekt vor ... ‚heiligen’ Dingen“ hat.
Matern kann das Verschwinden von Amsel, obwohl er ihn selber durch das Initiieren des SA-Angriffs vertrieben hat, nicht verwinden und unterwirft sich Amsel schließlich in Berlin, indem er sagt: „Zuerst die Interzonenreise mit allem Drum und Dran. Dann die Zechtour von Kneipe zu Kneipe. Der Luftwechsel. Die Wiedersehensfreude. Jeder hält das nicht aus (..). Mach mit mir, was du willst!“ (Seite 706). Daraufhin führt Amsel – Brauxel Matern in sein Bergwerk, um ihn mit seiner Vergangenheit in der Form von „Scheuchen aller gesellschaftlichen Systeme“ zu konfrontieren.

## Gesamtsicht
Alle Personen in „Hundejahre“ sollen exemplarisch für ihre Zeit sein. Dazu äußert Günter Grass in einem Interview:
„Alle Figuren, die ich beschrieben habe, so individuell sie sich auch geben, sind Produkte ihrer Zeit, ihrer Umgebung oder ihrer Gesellschaftsschicht, z. B. des Kleinbürgertums, oder bedingt durch ihr Milieu, z. B. das Schul- oder Gymnasialmilieu. Sie sind natürlich in literarisch hervorgehobenen Positionen, sie personifizieren sich, gewisse Konflikte, Konfliktsituationen, die aus der Zeit heraus allgemein sind.“
Grass führt das 1903 erschienene frauen- und judenfeindliche Werk Otto Weiningers Geschlecht und Charakter in seinen Roman ein, indem er ihm für Amsels Vater eine sehr hohe Bedeutung zuweist. Eddi Amsel sagt dazu:
„Da schrieb im Jahre neunzehnhundertdrei ein junger altkluger Mann namens Otto Weininger ein Buch. Dieses einmalige Buch heißt Geschlecht und Charakter, wurde in Wien und Leipzig verlegt und gab sich auf sechshundert Seiten Mühe, dem Weib die Seele abzusprechen. Weil sich dieses Thema, zur Zeit der Emanzipation, als aktuell erwies, besonders aber, weil das dreizehnte Kapitel des einmaligen Buches, unter der Überschrift ‚Das Judentum’, den Juden, als einer weiblichen Rasse angehörig, gleichfalls die Seele absprach, erreichte die Neuerscheinung hohe, schwindelerregende Auflagen und gelangte in Haushalte, in denen sonst nur die Bibel gelesen wurde.“ Albrecht Amsel „las bei Weininger, der sich mittels einer Fußnote als zum Judentum gehörig betrachtete: Der Jude hat keine Seele. Der Jude treibt keinen Sport. Der Jude muss das Judentum in sich überwinden ... und Albrecht Amsel überwand, indem er im Kirchenchor sang, indem er den Turnverein (...) begründete (...).“ (Werkausgabe S. 175).
So lässt Grass Amsel Merkmale eines Juden laut Weininger aufweisen, wie Geschäftstüchtigkeit und mangelnden „Respekt vor heiligen Dingen“. Er nimmt diesen Bezug jedoch sofort zurück, indem er Amsels Geschäftstüchtigkeit auf das mütterliche Erbe zurückführt. Matern könnte der beschriebene Arier sein mit seinem sportlichen Ehrgeiz und Kameradschaftsgeist. Auch „Materns Hass auf Amsel entspricht nun seiner idealistischen Gesinnung. Weininger liefert die Erklärung: ‚Der Arier empfindet das Bestreben, alles begreifen und ableiten zu wollen, als eine Entwertung der Welt, denn er fühlt, dass gerade das Unerforschliche es ist, das dem Dasein seinen Werte verleiht. Der Jude hat keine Scheu vor Geheimnissen, weil er nirgends welche ahnt.’“
Das zeigt Grass, als Matern seinen Freund wegen der SA-Scheuchen zuerst beschimpft und später zusammenschlägt. Goldmäulchen erzählt Matern eine Geschichte aus ihrer beiden Kindheit in Märchenform als „Allerweltsgeschichte“ (Seite 687), die man „in jedem deutschen Lesebuch finden könne (...)“ (Seite 687).
Diese und die zahlreichen weiteren von Grass ihnen zugewiesenen stereotypen Eigenschaften sollen die Hauptpersonen zu Stellvertretern vieler Deutscher aus jener Zeit machen. Matern steht für die so genannten einfachen Leute, die leichtgläubig Hitler folgen. Damit wird aber auch Materns Schuld Amsel gegenüber, symbolisiert durch das Taschenmesser, die Schuld des deutschen Volkes gegenüber den Juden. Seine Versuche, alles zu verdrängen, sind typisch für die Nachkriegszeit.
Materns Geburtstag am 20. April entspricht Hitlers Geburtsdatum und stellt somit eine weitere Verbindung zwischen ihm und Hitler dar. Auch nach dem Krieg bleibt Materns Geburtstag und damit seine zumindest formale Verbindung zu Hitler gegenüber allen Leugnungsversuchen gleich. Materns Zähneknirschen, das ihm den Spitznamen „Knirscher“ einbringt, drückt seine Aggressivität aus, die durch die NS-Propaganda gegen Juden und alles Undeutsche geschürt wird und sich auch in der Unterstützung der meisten Deutschen für den Zweiten Weltkrieg ausdrückte. Der Roman sollte zunächst den Titel „Der Knirscher“ erhalten.
Amsel steht nicht nur für die Opfer, sondern auch für die Intellektuellen, für Künstler und Akademiker im Nationalsozialismus, die zwar erkennen, dass die NS-Ideologie auf Unwahrheiten beruht, jedoch nach wenigen schlechten Erfahrungen den Widerstand aufgeben und sich auf ihre Weise durchschlagen. Es geht ihnen dabei nicht schlecht. Sie unterstützen die Nazis halbherzig, Amsel durch die Beteiligung am Fronttheater. Wirkliche Opfer des Nationalsozialismus kommen in dem Buch lediglich als anonyme Menschenknochen vor. (Bis auf Studienrat Brunies, der nach Stutthof verschleppt wird, wo er ums Leben kommt.)
In diesem Roman setzt Grass ein umfangreiches Wissen über die deutsche Geschichte, über Religion, Philosophie und Mythologie voraus. So verwendet er zum Beispiel immer wieder Anspielungen auf die Nibelungensage, der Inhalt wird jedoch nur angerissen. Zudem werden häufig Geschehnisse kurz angedeutet, die erst später genauer beschrieben werden. Anspielungen auf die Blechtrommel und Katz und Maus setzen die Kenntnis dieser Teile der Romantrilogie voraus.

## Bedeutung der Hunde
Schon der Titel verweist auf die große Bedeutung, die Hunde in diesem Roman auf das Geschehen haben. Das dritte Buch beginnt mit dem bezeichnenden Satz: „Der Hund steht zentral.“ Einige Sätze danach fährt Grass fort „Oder halte dich an den Hund, dann stehst du zentral“. (Werkausgabe S. 578) Der Roman wird also nicht nur als Geschichte der Beziehung zwischen Amsel und Matern, sondern auch als Hundegeschichte erzählt. „Es war einmal ein Hund, der verließ seinen Herrn, (…) durchschwamm (…) die Elbe und suchte sich westlich des Flusses einen neuen Herrn“. (Werkausgabe S. 575). Hunde und Menschen sind austauschbar, die Menschen werden schließlich in Bezug auf die Hunde gesehen. Dabei überlagern sich Eigenschaften von Hunden mit realen geschichtlichen Bezügen und mythologischen.
Hunde sind in Fabeln und Mythen oft das Symbol für die Aggressivität von Menschen. Hunde sind ihrem Herren treu, wie das deutsche Volk überwiegend Hitler treu ergeben war.
Beispielhaft ist hierfür Tullas Beziehung zu dem Tischlerhofhund Harras, den sie mehrmals auf den Künstler und Klavierlehrer Felnser-Imbs und das Zigeunerkind Jenny Brunies hetzt. Auch wird Harras, nachdem ihn angeblich der Halbjude Amsel verdorben hat, zum Abrichten geschickt und damit aggressiv gegenüber Fremden. Dies steht für die zunehmende Übernahme der NS-Ideologie verbunden mit Juden- und Zigeunerhass durch die Deutschen, insbesondere durch die deutsche Jugend.
Der immer wieder aufgezählte Stammbaum der Hunde, „Senta warf Harras; und Harras zeugte Prinz; und Prinz machte Geschichte...“(beispielsweise Werkausgabe S. 159, Werkausgabe S. 574) verweist auf einen Teil der nationalsozialistischen Ideologie, wonach viele Charakterzüge des Menschen von dem Blut der Vorfahren abhängig und nur die so genannten Arier wirklich wertvolle Menschen seien und auf die reale Beziehung vieler Nationalsozialisten und insbesondere Hitlers zu reinrassigen Deutschen Schäferhunden.
Auch die Namen der Hunde haben Bedeutung: So ist Pluto „in der griechisch-römischen Göttersage der Gott der Unterwelt“, wo der Hund Pluto, Symbol für die Schuld, auch im Bergwerk für immer wacht. Prinz steht hingegen für die unbeschränkte Herrschaft Hitlers ähnlich einem König.
Nach dem Ende des Nationalsozialismus beginnen die großen Fluchten der Menschen und Hunde. „...überlaufender Hund, Hauab-Hund, Ohne-mich-Hund, Hundegeworfenheit (...) fahnenflüchtiger Hund, der den Wind im Rücken hat; denn der Wind will auch nach Westen, wie alle (...) Vergessen wollen alle die Knochenberge und Massengräber, die Fahnenhalter und Parteibücher, die Schulden und die Schuld.“ (Werkausgabe S. 574)
Hundejahre sind schlechte Jahre, und diese schlechten Jahre beschreibt Grass in seinem Roman. So beginnt das Buch mit dem Ende des Ersten Weltkrieges und der darauffolgenden Unsicherheit in Europa, mit der Weltwirtschaftskrise 1929 und dem damit verbundenen Elend der Bevölkerung, worauf der wirtschaftliche Aufschwung im Nationalsozialismus folgt und das größte Verbrechen der deutschen Geschichte, der Holocaust, beginnt. Anschließend wird über die Nachkriegszeit erzählt, in der zunächst Entbehrung herrscht und viele alte Parteigenossen wieder hohe Positionen innehaben und damit die Demokratisierung erschweren.

## Schluss
Goldmäulchen/Brauxel bezeichnet die Deutschen als „geheimnisvoll und erfüllt mit gottwohlgefälliger Vergeßlichkeit“. Ironisch auf das religiöse Bild vom Menschen als Ebenbild Gottes und die Verbrechen der Deutschen anspielend, lässt Grass Goldmäulchen fortfahren: „Gewiß darf man sagen: Aus jedem Menschen lässt sich eine Vogelscheuche entwickeln; denn schließlich wird, das sollten wir nie vergessen, die Vogelscheuche nach dem Bild des Menschen erschaffen. Aber unter allen Völkern, die als Vogelscheuchenarsenale dahinleben, ist es mit Vorzug das deutsche Volk, das, mehr noch als das jüdische, alles Zeug in sich hat, der Welt eines Tages die Urvogelscheuche zu schenken.“ (Werkausgabe S. 798)
Zunächst reagiert Matern mit Verlegenheit, Abwehr und Zorn. Wieder verwendet er den abwertenden Begriff Itzig. Im Bergwerk findet Matern die „Hölle“ vor. In Anspielung auf Dantes Inferno schreibt Grass über das Innere der unterirdischen Vogelscheuchenfabrikation: „Der Nachbarkreis kann das Flennen nicht abstellen. (...) Auf- und abschwellendes Geheul beult und dehnt jeden Kreis.“ (Werkausgabe S. 812)
In einer der Höllenkammern ergeben sich für Matern ironisch gebrochene philosophische Erkenntnisse im Stil eines Heideggers. „Der Satz vom Gescheuch. 'Denn das Wesen der Scheuchen ist die transzendental entspringende dreifache Streuung des Gescheuchs im Weltentwurf.'(...) Hundert angeglichene Philosophen wandeln auf liegendem Salz, grüßen einander wesentlich: 'Das Gescheuch existiert umwillen seiner.'“ (Werkausgabe S. 821f). Auch Geschichte, Ökonomie, alles was es in der Oberwelt gibt, wird in der Unterwelt auf Vogelscheuchen bezogen. Hass und Wut regieren in der Unterwelt als Spiegelbild der Welt.
Die Auffahrt aus der „Hölle“ bringt zunächst Erleichterung. Brauxel befindet jedoch: Der Orkus ist oben. Vage bleibt das Ende: die Hauptfiguren sind nicht mehr zu unterscheiden. Sie können sich hören, sind nackt und bleiben getrennt. (Werkausgabe S. 834 f.)
In der Forschung wird der Schluss unterschiedlich gedeutet. Entweder wird konstatiert, Matern habe seine Schuld teilweise angenommen, eine Wandlung bahne sich an, oder aber am Ende steht die Einsicht, dass Matern die potentiell aufklärende Wirkung der Scheuchen, die alles Menschliche zeigen, nicht akzeptiert.

## Textvarianten
„...Und am Ende spielen die Bamberger Symphoniker in ihrer braunen Arbeitskluft etwas aus Götterdämmerung. Das paßt immer und geistert als Leit- und Mordmotiv durch die bildgewordene, in Vogelscheuchen auferstandene und die einundzwanzigste Firstenkammer füllende Geschichte.“
So heißt es auf Seite 673 der Erstausgabe. Es gibt allerdings auch Exemplare von der Erstausgabe (1.–4. Auflage von Juli 1963) bis hin zum vierten Druck, 17.–21. Auflage von November 1963, in denen das Wort „Bamberger“ geschwärzt ist, im Verlag damals von Hand geschwärzt. Und wer in die Lizenzausgaben schaut, die anschließend in diversen Buchclubs erschienen und als Taschenbuch bei Rowohlt, der wird eine dritte Variante finden: „...Und am Ende spielt ein Symphonieorchester in brauner Arbeitskluft etwas aus Götterdämmerung.“ In neuen Ausgaben ist der ursprüngliche Text wiederhergestellt.
Die Bamberger Symphoniker wurden übrigens erst 1946 gegründet und spielten wohl niemals in brauner Kluft.

## Rezeption
In einem Fernsehinterview im Mai 1984 bezeichnete Günter Grass seinen Roman Hundejahre verglichen mit der Blechtrommel als wichtigeres Buch. Er wendet sich gegen die „Erwartungshaltung, insbesondere in der Kritik, die nun jedes Buch ... an der Blechtrommel gemessen hat...“
Die Hundejahre stellten ein literarisches Wagnis dar, auch Momente des Scheiterns, das Fragmentarische
seien dort zu finden.
Teile der Literaturkritik und ebenso der Leser teilten diese überaus positive Bewertung nicht. Das Buch wurde im Gegensatz zu den beiden ersten Bänden der Trilogie kein Verkaufserfolg. Die meisten Rezensionen waren nicht überschwänglich. Es gilt als wenig spannend, schwer verständlich und teilweise schablonenhaft. Es ist so komplex komponiert, dass die Erzählabsicht des Autors nicht immer deutlich wird. Eine klare Abgrenzung zwischen Tätern und Opfern ist nicht angestrebt, vielmehr wird die Grenze häufig verwischt. Grass arbeitet individuelle Züge der Protagonisten wenig heraus. Durch den permanenten Namens-, Ebenen-, Erzähler- und Perspektivwechsel sowie Verschachtelungen leidet der Erzählfluss. Auch Grass’ groteske Einfälle überzeugen nicht durchgehend. In diesem Roman gelingt es Grass nicht, den Spannungsbogen zu halten, wie in seinem Hauptwerk Die Blechtrommel, das zunächst die Öffentlichkeit sehr stark polarisierte, heute aber uneingeschränkte literarische Anerkennung findet.
Die Danziger Trilogie wird in Grass-Monografien häufig hoch eingeschätzt, so beispielsweise von Volker Neuhaus und Ute Brandes, die auch den Roman Hundejahre insgesamt positiv bewerten.
Neuhaus, Herausgeber der gesammelten Werke, betont die Themenstellungen „Vergessen“ und „Neubeginnen“, große Fluchten vor den Russen und vor den „Knochenbergen“, „Massengräbern“, „Parteibüchern“, vor den „Schulden“ und der „Schuld“. Er konstatiert die Ambivalenz aller Figuren, Motive und Moralvorstellungen in dem Roman, arbeitet die Bezüge auf die Blechtrommel heraus, beschäftigt sich mit der Bedeutung verfremdeter Heidegger-Zitate und stellt das Werk in eine Reihe mit der Blechtrommel. „Wie die Wirkung von Oskars Trommel in Die Blechtrommel einging, so setzt sich die Wirkung von Amsels Vogelscheuchenbuch im Buch Hundejahre fort.“
Ute Brandes bespricht das Buch ebenso als Teil der Danziger Trilogie: „Mit Abschluß der Hundejahre hatte Grass die Dämonen seiner Kindheit und Jugend in Danzig durch Erzählen gebändigt. Das monumentale Erzählwerk der Danziger Trilogie ist prall von erlebter Wirklichkeit, manieristischer Verzerrung und fantastischer Lust am Fabulieren.“ Mit diesem großen dreiteiligen Werk habe er den Sprung in die Reihe der internationalen Autoren geschafft.

## Sonstiges
Günter Grass setzte in diesem Roman dem Düsseldorfer Schauspieler Karl Brückel, in Erinnerung an dessen Meisterrolle des Schneider Wibbel, ein literarisches Denkmal. Vielen Düsseldorfern ist im Übrigen aber unklar, warum ihre Stadt, in der Grass zwischen 1947 und 1953 gelebt und ein Studium an der Kunstakademie aufgenommen hatte, in den Hundejahren so heftig geschmäht wird, etwa als „butzenscheibenverklebte Pestbeule, diese Beleidigung eines nicht vorhandenen Gottes“, als „Mostrichklaks, angetrocknet zwischen Düssel und Rhein“ oder als „biedermeierliches Babel“.
Der Roman ist „Walter Henn in memoriam“ gewidmet. Der Regisseur war im März 1963 im Alter von nur 31 Jahren verstorben, bevor eine mit ihm geplante Verfilmung von Katz und Maus verwirklicht werden konnte.

## Ausgaben
- Günter Grass: Hundejahre. Luchterhand, Neuwied & Berlin 1963. (Erstausgabe) (13 Wochen lang in den Jahren 1963 und 1964 auf dem Platz 1 der Spiegel-Bestsellerliste)
- Günter Grass: Hundejahre. dtv, München 1993, ISBN 3-423-11823-7. (dtv, 11823)
- Günter Grass: Hundejahre. Steidl, Göttingen 1997, ISBN 3-88243-486-4. (Werkausgabe, Bd. 5)
- Günter Grass: Hundejahre. Illustrierte Jubiläumsausgabe. Steidl, Göttingen 2013. ISBN 978-3-86930-666-7.
- Sabine Moser: Günter Grass. Romane und Erzählungen. Klassiker-Lektüren Band 4, Erich Schmidt Verlag, Berlin 2000, ISBN 3-503-04960-6. (Auszüge)